# Barril beta

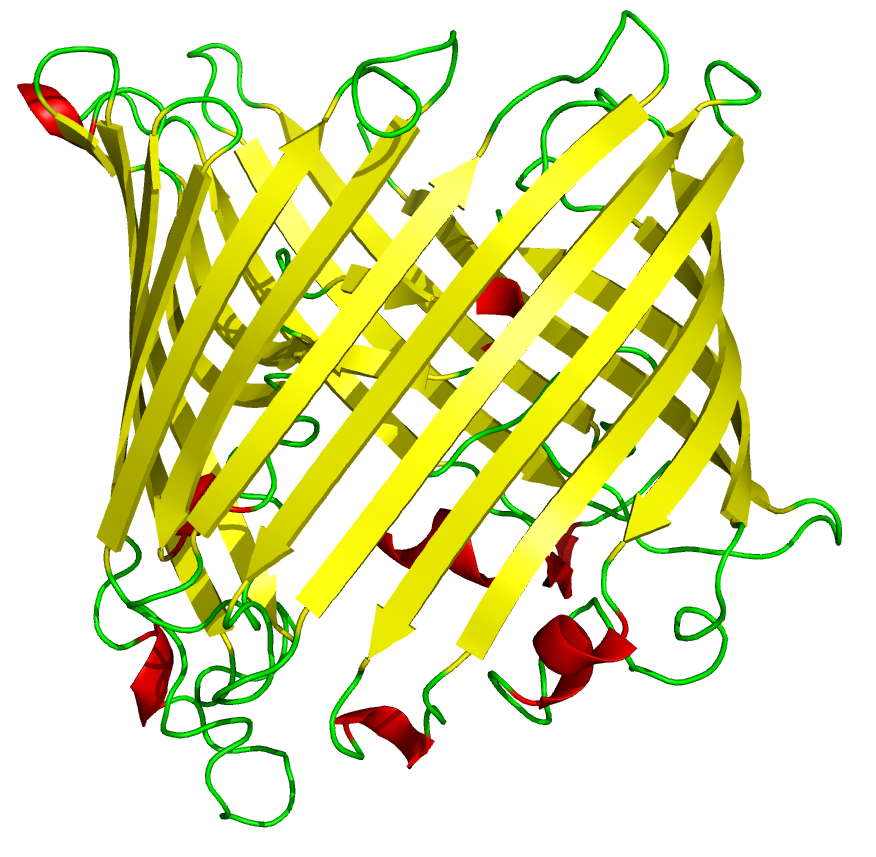
Uma porina da bactéria Salmonella typhimurium

Um barril beta é uma grande folha-beta que se torce e se enrola para formar uma estrutura fechada na qual a primeira fita está ligada à última através de ligações de hidrogénio.
as folhas-beta em barris beta estão tipicamente arranjados de uma forma antiparalela. Estruturas em barril são encontradas de maneira comum em porinas e outras proteínas de atravessam a membrana celular e proteínas de se ligam a ligandos hidrofóbicos no centro do barril, como em lipocalinas.
Estruturas em barril semelhantes a porinas representam entre 2 a 3% dos genes em bactérias Gram negativas.